# Värmdö (île)
Värmdö est une île de l'archipel de Stockholm  en Suède,,.

## Présentation
Värmdö est la sixième plus grande île de Suède (après Gotland, Öland, Södertörn-Nacka, Orust et Hisingen). 
Sa superficie est de 180 km2. 
La majeure partie de l'île et toutes les petites îles à l'est se trouvent dans la commune de Värmdö. 
La partie la plus occidentale de Värmdön se trouve dans la commune de Nacka.
L'île se compose de trois zones terrestres reliées par des isthmes étroits. 
Värmdölandet est la partie la plus orientale et la plus grande en superficie.
Värmdölandet est reliée à Farstalandet à Ålstäket. 
Au nord et à l'ouest de Farstaviken et Ösbyträsk se trouve Ormingelandet.
Deux autres îles, Ingarö et Fågelbrolandet, sont séparées de Värmdö par des canaux ou des détroits étroits.

## Histoire
Värmdö est mentionné par écrit pour la première fois en 1314. 
Au nord de Värmdön se trouvent, entre autres, l'église de Värmdö et la ferme Siggesta datant du XIVème siècle, ainsi que la forteresse de Fredriksborg, qui était la forteresse la plus forte du royaume en 1735 et protégeait Oxdjupet. 
La manufacture de porcelaine de Gustavsberg a vu le jour dans les années 1820. 
Après le milieu du XIXème siècle, la bourgeoisie de Stockholm a commencé à rechercher Värmdö comme lieu de villégiature d'été et pour des aventures en bateau.
Des villas d'été richement décorées ont été construites le long des routes des bateaux à vapeur.
Les premières villas d'été ont été construites à Norra Lagnö, près du Lindals Sund, dans les villages de l'archipel de Stavsnäs et Sandhamn.